# Mistral (Rakete)
Die Mistral-Rakete ist eine Fire-and-Forget-Flugabwehrrakete mit zweistufigem Feststoff-Raketenmotor. Sie kann von boden-, luft- und seegestützten Systemen abgefeuert werden. Mistral steht für Missile Transportable Antiaérien Léger.

## Geschichte
Das Projekt wurde 1974 in Frankreich durch Matra, Aérospatiale und TDA gestartet, die ersten Prototypen wurden bereits sechs Jahre später getestet. 1988 wurde die „Mistral 1“ bei den französischen Streitkräften in Dienst gestellt. Seit 2000 wurden „Mistral-2“-Raketen gebaut und ausgeliefert und seit 2014 „Mistral-3“-Raketen.
Aktuell wird die Weiterentwicklung bzw. Herstellung der Mistral-Raketen vom MBDA Konzern realisiert.
Entwickelt wurde die Rakete für den Einsatz gegen alle Arten von Luftzielen in niedrigen Höhen.

## Technische Daten

### Mistral 1
- Länge: etwa 1,9 m
- Durchmesser, Korpus: 9,25 cm
- Durchmesser mit Stabilisatoren: 18 cm
- Gewicht: 19 kg
- Antrieb: zweistufiger Feststoff-Raketenmotor (Booster und Marschtriebwerk)
- Booster: von 0 auf 40 m/s in 0,4 Sekunden
- Marschtriebwerk: 2,5 Sekunden Brenndauer
- Gefechtskopf: 3 kg mit etwa 1800 Wolfram-Kugeln (Splitter), gezündet durch einen Aufschlag- und/oder einen Laser-Annäherungszünder
- Geschwindigkeit: Mach 2,5 (ca. 3063 km/h bzw. 851 m/s)
- Reichweite: 5 km (bis maximal 3 km Bekämpfungshöhe)

### Mistral 2
wie Mistral 1, jedoch:
- Gewicht: leichter als der Vorgänger
- Geschwindigkeit: Mach 2,6 (ca. 3185 km/h bzw. 885 m/s)
- Reichweite: 6 km (bis maximal 3 km Bekämpfungshöhe)

### Mistral 3
wie Mistral 2, jedoch:
- Suchkopf: Infrarotsuchkopf mit digitaler Bildverarbeitung[2]
- Länge: etwa 1,86 m
- Durchmesser, Korpus: 9,0 cm
- Gewicht: 19,7 kg
- Geschwindigkeit: bis Mach 2,71 (ca. 3319 km/h bzw. 922 m/s)[2]
- Reichweite: 7 km[2]
- Wendigkeit: bis 30g

- Info – Mach 2,93867 = 1000 m/s = 1 km/s = 3600 km/h

## Mistral-Systeme

### Tragbare Systeme

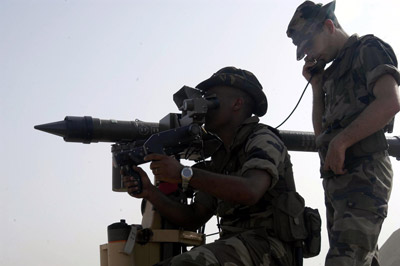
Mistral-MANPADS im Einsatz

Die bekannteste Verwendung der Mistral ist die tragbare Infanterieversion, das Mistral MANPADS (kurz für Mistral Man Portable Air Defense System). Es besteht aus der Rakete mit dem Startrohr (Container), einem Dreibeinstativ mit Sitz und Griffen, einer Elektronikbox, Batterien/Kühlmittel und diversen Objektiven für Tag- und Nachteinsatz.
Die komplette Ausrüstung kann von einem Mann bedient werden. Für den Transport werden, bedingt durch die Größe und das Gewicht, zwei bis drei Mann benötigt:
- Container: 24 kg
- Stativ: 22 kg
- Zubehör: 16 kg

Das Ziel kann auf zwei Arten aufgefasst werden:
- mündlich, durch die Angaben eines außenstehenden Kommandanten
- per Tonsignal im Helm, erzeugt durch ein Zielzuweisungsradar (ZZR bzw. AZR)

Die Rakete benötigt ein Kühlmittel, um den Infrarotsuchkopf der Rakete abzukühlen; mit einem Kühlmittelbehälter kann das System so bis zu 45 Sekunden betriebsbereit gehalten werden.

### Mistral Simbad-/Sadral-System

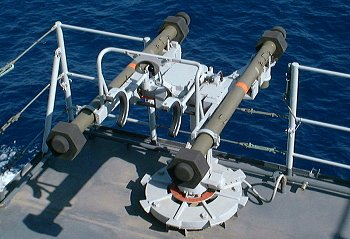
Das Mistral-Simbad-System auf einem Schiff

Das Simbad- bzw. Sadral-System ist die marinegestützte Variante der Mistral. Sie wird aus einem Zwei- (Simbad) oder Sechsfachstarter (Sadral) abgefeuert, um niedrig fliegende Seezielflugkörper (sogenannte Seaskimmer) zu bekämpfen. Das System gilt als sehr treffsicher und hat mittlerweile weltweit Abnehmer gefunden. Die französische Marine setzt es auf ihren neuesten Schiffen ein, wie beispielsweise auf dem Flugzeugträger Charles de Gaulle. Der Sechsfachstarter kann innerhalb von sechs Minuten per Hand nachgeladen werden. Beide Systeme verwenden die Mistral-2-Raketen. Die neueste Version ist ein ferngesteuerter Tetral-Starter (4 Raketen), der sich leichter auf kleinere Einheiten adaptieren lässt.

### Mistral ATAM

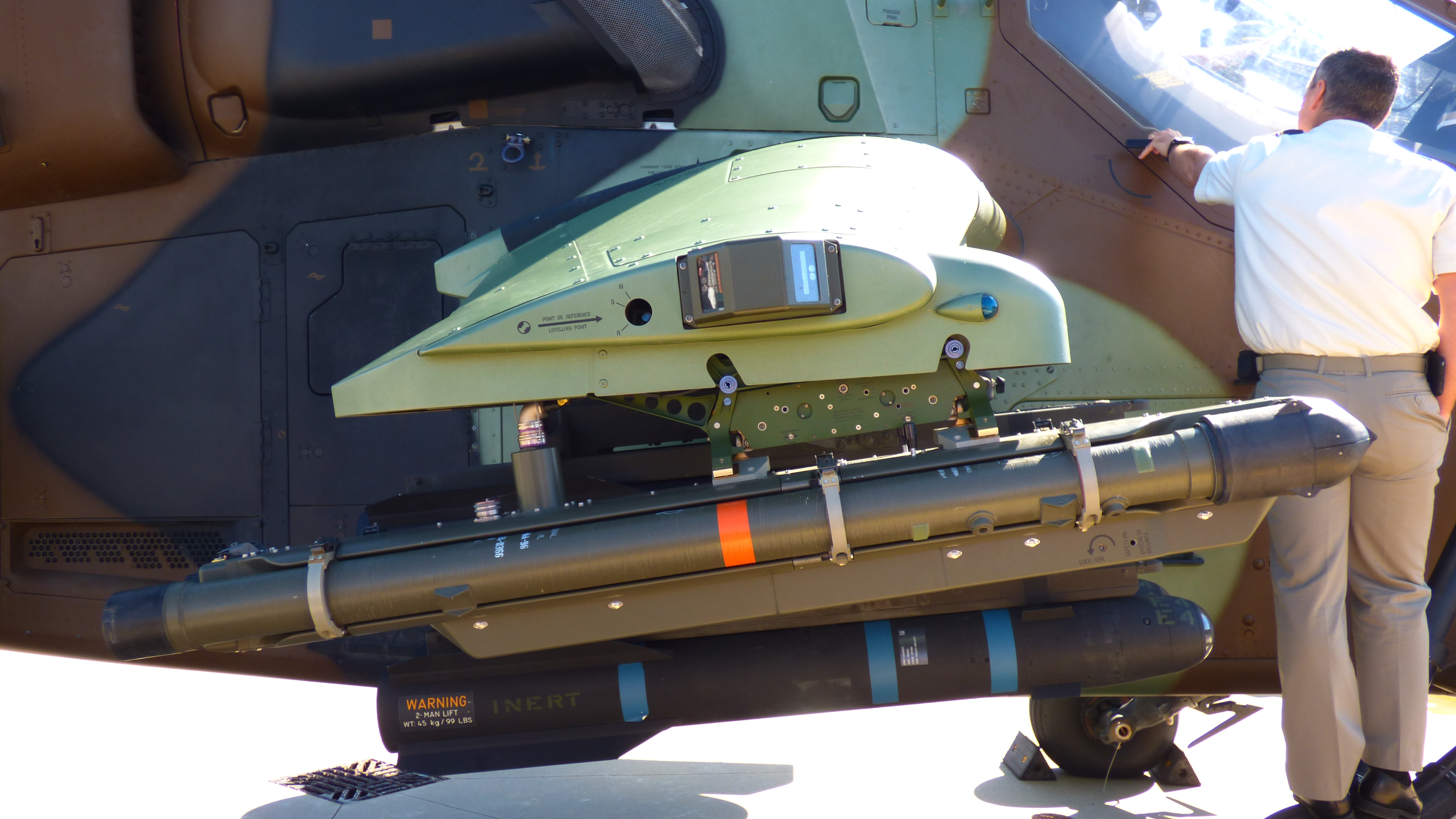
2 Mistral ATAM zusammen mit 4 Hellfire-Raketen

ATAM (air-to-air Mistral) ist das auf Hubschraubern eingesetzte Luft-Luft-System. Die französische Bezeichnung lautet air-air très courte portée (AATCP).

## Nutzerstaaten

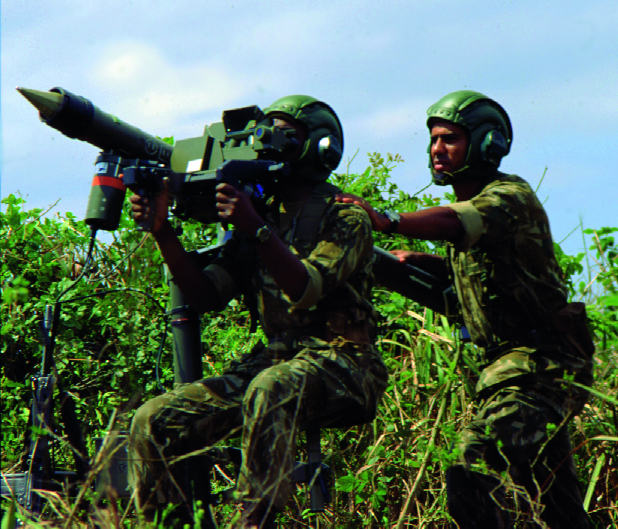
Mistral-MANPADS des brasilianischen Marine Corps

- Ägypten – Marinegestützte Variante[4]
- Belgien – 118 Starter und 714 Lenkwaffen plus marinegestützte Variante[4]
- Botswana – 10 Starter und 50 Lenkwaffen[4]
- Brasilien – Marinegestützte Variante[4]
- Brunei – 12 Starter und 72 Lenkwaffen[4]
- Chile – 22 Starter und 760 Lenkwaffen[4]
- Ecuador – Marinegestützte Variante[4]
- Estland – Landbasierte Variante[4]
- Finnland – Marinegestützte Variante[4]
- Frankreich – Landbasierte und marinegestützte Variante[4]
- Gabun – Landbasierte Variante[4]
- Georgien – Landbasierte Variante[4]
- Indonesien – Landbasierte und marinegestützte Variante[4]
- Katar – Landbasierte und marinegestützte Variante[4]
- Kolumbien – Marinegestützte Variante[4]
- Kroatien />
- Neuseeland – 12 Starter und 27 Lenkwaffen[4]
- Norwegen – Marinegestützte Variante[4]
- Oman – Landbasierte Variante[4]
- Österreich – 76 Starter und 500 Lenkwaffen[4]
- Pakistan – Landbasierte Variante[4]
- Philippinen – Marinegestützte Variante[4]
- Saudi-Arabien – Landbasierte und marinegestützte Variante[4]
- Senegal – Marinegestützte Variante[4]
- Serbien – Landbasierte Variante[4]
- Singapur – Landbasierte und marinegestützte Variante[4]
- Spanien – 200 Starter und 1040 Lenkwaffen[4]
- Südkorea – 130 Starter und 2636 Lenkwaffen[4]
- Thailand – Marinegestützte Variante[4]
- Turkmenistan – Marinegestützte Variante[4]
- Ukraine – 100 Lenkwaffen[5]
- Ungarn – 45 Starter und 180 Lenkwaffen[4]
- Venezuela – Landbasierte Variante[4]
- Vereinigte Arabische Emirate – Landbasierte und marinegestützte Variante[4]
- Zypern – Landbasierte und marinegestützte Variante[4]